# Deutsche E-Bike-Meisterschaften
Die Deutschen E-Bike-Meisterschaften werden seit 2020 organisiert. Ausrichter ist der Bund Deutscher Radfahrer.
Die erste Austragung fand am 13. September 2020 in Daun im Rahmen des VulkanBike-Marathon statt. Zum Einsatz kamen E-Mountainbikes mit einer Maximal-Leistung von 250 Watt, die Motorunterstützung war bis maximal 25 km/h zulässig. Die Teilnehmer mussten in der Startphase wegen der COVID-19-Pandemie in Deutschland Mund-Nasen-Masken tragen, durften diese aber im Laufe des Wettbewerbs ablegen.

## Platzierungen 2020
| Männer |              |                   |
| #      | Name         | Verein/Team       |
|        | Jochen Käß   | KJC Ravensburg    |
|        | Sönke Wegner | Giant Germany     |
|        | Sven Baumann | SV Hildburghausen |

| Frauen |                  |                   |
| #      | Name             | Verein/Team       |
|        | Alina Bähr       | MTB-Team Oppenau  |
|        | Janina Baumann   | SV Hildburghausen |
|        | Ariane Blaschzyk | DIMB              |

## Platzierungen 2021
| Männer |               |                            |
| #      | Name          | Verein/Team                |
|        | Sönke Wegner  | Giant Germany Offroad Team |
|        | Timo Igelmund | SIG Koblenz MTB Racing     |
|        | Marius Kottal | B&W bike.cases Merida Team |

| Frauen |                  |                            |
| #      | Name             | Verein/Team                |
|        | Ariane Blaschzyk | DIMB                       |
|        | Hannah Schuler   | B&W bike.cases Merida Team |
|        | Andrea Gutmann   | B&W bike.cases Merida Team |